# Sluta!
Sluta!, skriven av Robin Rex, Tobias Karlsson och Anders Nyman, var Ann-Louise Hansons och Molle Holmbergs bidrag i den svenska Melodifestivalen 2002. Låten slogs ut i semifinalen. Den testades på Svensktoppen den 16 februari 2002  men lyckades inte ta sig in på listan .

## Låtlista
1. Sluta! (Schlagerversion)
2. Sluta! (Popversion)